# Station Ożarowice
Station Ożarowice is een spoorwegstation in de Poolse plaats Ożarowice.